# Guido Morselli
Guido Morselli (Bologna, 15 agosto 1912 – Varese, 31 luglio 1973) è stato uno scrittore italiano.

## Biografia
Guido Morselli nacque a Bologna il 15 agosto 1912, secondogenito di un'agiata famiglia della buona borghesia bolognese. Il padre Giovanni era dirigente d'impresa nel ramo farmaceutico, e poi deputato fascista; la madre Olga Vincenzi era figlia di uno dei più noti avvocati della città. Nel 1914 la famiglia si trasferì a Milano. Fino all'età di dieci anni la vita di Guido scorse abbastanza tranquilla ma nel 1922 la madre si ammalò in modo serio di febbre spagnola e fu ricoverata per un lungo periodo.
Guido soffrì per questa forzata lontananza e anche per le frequenti assenze del padre, dovute a motivi di lavoro, e quando la mamma morì, nel 1924, la perdita lo segnò profondamente. Il padre era sempre assente e senza il collante familiare della mamma i rapporti tra i due continuarono a deteriorarsi sia caratterialmente sia affettivamente. Guido era poco socievole, irrequieto, non molto amante del Liceo Parini, ma sorretto da un'intelligenza precoce; allo studio preferiva letture personali, che lo portarono già da adolescente a scrivere i primi saggi di politica, non trascurando i suoi interessi per feste, balli, cinema e teatro.
Superato svogliatamente l'esame di maturità nel 1931, da privatista, dopo essere stato bocciato nel 1930, per compiacere il padre autoritario si iscrisse alla facoltà di giurisprudenza dell'Università Statale di Milano e cominciò a scrivere, senza pubblicarli, i primi brevi saggi a carattere giornalistico.
Nel 1935, subito dopo la laurea, partì per il servizio militare e frequentò la scuola ufficiali degli alpini. In seguito, soggiornò lungamente all'estero, scrivendo reportage giornalistici e racconti che rimarranno inediti. Il padre lo fece assumere alla Caffaro come promotore pubblicitario: l'esperienza lavorativa si concluse dopo un solo anno portando ad un peggioramento dei rapporti con il padre. Dopo la morte dell'amata sorella Luisa nel 1938, a soli ventisette anni, Guido ottenne dal padre un vitalizio che gli permise di dedicarsi alle attività che da sempre prediligeva: la lettura, lo studio e la scrittura. Continuò a cimentarsi in brevi saggi e iniziò la stesura di un diario, abitudine che lo accompagnò per tutta la vita. Dandy di provincia, non si sposò mai, ma ebbe molte amanti.
Fu autore di romanzi, racconti e saggi che furono pubblicati solo dopo la sua morte, a partire dal 1974, a causa dell'accoglienza sfavorevole di tutti i dirigenti delle case editrici italiane.
Morselli scrisse, tra gli altri, due romanzi ucronici (o allostorici, comunque fantascientifici), Contro-passato prossimo (uscito nel 1975), nel quale immagina che la prima guerra mondiale sia stata vinta, retrospettivamente, dagli imperi centrali, e Roma senza papa (pubblicato nel 1974), in cui s'immagina il futuro della Chiesa cattolica alla fine del Novecento, sotto un papa irlandese, Giovanni XXIV, che ha abbandonato il Vaticano per vivere in una villetta a schiera a Zagarolo.
Sempre più triste e disperato per non aver visto riconosciuto durante la sua vita il proprio talento, a causa dei costanti rifiuti degli editori, il 31 luglio 1973 Morselli ricevette, rispedito al mittente, il dattiloscritto del romanzo Dissipatio H. G., considerato oggi un capolavoro. Decise quindi, dopo averci pensato molte volte, di togliersi la vita quel giorno nella dépendance della villa di famiglia in via Limido a Varese, sparandosi un colpo con la sua Browning 7.65, che aveva più volte definito, nei suoi diari, come "la ragazza dall'occhio nero". Nessun giornale dette la notizia della sua morte. L'anno successivo Adelphi pubblicò Roma senza Papa, facendo esplodere un caso editoriale e donandogli finalmente quella fama e successo vanamente cercati per un'intera vita.
Nelle sue volontà testamentarie Morselli cedette la sua biblioteca personale alla Biblioteca Civica di Varese, presso la quale è consultabile il Fondo Guido Morselli, costituita da 1.504 titoli (circa 1900 volumi).
Nella "casina rosa" sul colle gaviratese di Santa Trinità, che fu sua, è stato allestito un museo dedicato alla sua opera. Il suo archivio è conservato presso il Centro per gli studi sulla tradizione manoscritta di autori moderni e contemporanei dell’Università di Pavia.

## Fortuna postuma
Una cartella intitolata "Rapporti con gli editori" - che mostra un fiasco, disegnato a matita sul frontespizio - contiene il carteggio inedito di Morselli con i responsabili delle case editrici, ai quali aveva sottoposto i propri scritti dal 1947 fino al 1973 anno del suicidio e anche dell'ultimo ripetuto appello alla pubblicazione di Dissipatio H. G..
Gli interlocutori erano, tra gli altri, Mario Pannunzio, direttore del Mondo, Guido Calogero, direttore della Cultura, Vittorio Sereni per Mondadori. Morselli ottenne qualche risposta, molti ostentarono una placida indifferenza, altri persero i manoscritti come Luciano Foà che, nel 1956, smarrì Fede e ricerca negli archivi dell'Einaudi dove non fu più ritrovato. L'anno successivo, Geno Pampaloni, allora alle edizioni di Comunità, si prese sette mesi per leggere le 60 pagine del saggio Filosofia sotto la tenda.
Italo Calvino, nel 1965, rifiutando la pubblicazione de Il comunista presso Einaudi - di cui era direttore editoriale - gli scrisse che: "dove ogni accento di verità si perde è quando ci si trova all'interno del partito comunista. Lo lasci dire a me che quel mondo lo conosco, credo proprio di poter dire, a tutti i livelli. Né le parole, né gli atteggiamenti, né le posizioni psicologiche sono vere. Ed è un mondo che troppa gente conosce per poterlo "inventare". Chiosando infine: "Spero che Lei non s'arrabbi per il mio giudizio". A lui rispose Morselli che, accettandone sostanzialmente la critica giunse a chiedergli: "La prego: quando ritorna a Milano me lo faccia sapere, verrò a salutarla e per me sarà incontrare un amico. Per non essere, a Lei, del tutto uno sconosciuto: sono emiliano, autodidatta, vivo solo su un piccolo pezzo di terra dove faccio un poco di tutto, anche il muratore; politicamente sono in crisi, con quasi nessuna speranza di uscirne". Nel 1966 Rizzoli, infine, accettò di pubblicarlo e iniziò a sottoporgli le bozze per la correzione; il nuovo direttore editoriale tuttavia annullò tutti i programmi e il romanzo restò in bozza.
Il romanzo Contro-passato prossimo fu proposto a Carlo Fruttero il quale, rifiutandone la pubblicazione per Mondadori, scrisse che: "...aveva un inizio sfolgorante, una buona prima parte, ma la seconda non convinceva". Come scrisse Giuseppe Pontiggia, Morselli è diventato una "proiezione esemplare dello scrittore postumo, respinto in vita dall'incomprensione dei giudici... le resistenze che hanno ritardato il suo riconoscimento hanno come causa particolare l'essersi, Morselli, scostato dalla linea tradizionale del romanzo italiano". Immediatamente dopo la morte, nel 1974, scoppiò il caso letterario della negata pubblicazione di un autore per cui furono citati Proust, Anatole France, Kant, Hegel, Marx, Nuovo e Antico Testamento, Corano e Sant'Agostino, Musil, Leopardi (le fonti ideali dell'opere concrete di Guido Morselli). La sua opera fu pubblicata integralmente da Adelphi.
Sara D'Arienzo, curatrice della pubblicazione dell'opera omnia presso Adelphi, nel saggio Guido Morselli, lo scrittore “tra parentesi”, sostiene che il ritardo con cui l'autore è stato conosciuto dal pubblico "ha avuto un effetto sui tempi differito e probabilmente molto limitato, rispetto alla sua reale potenzialità". Giulio Nascimbeni scrisse sul Corriere della Sera del 21 ottobre 1974:
Gli è stato intitolato un premio letterario.

## Opere

### Narrativa
- Roma senza papa. Cronache romane di fine secolo ventesimo, Milano, Adelphi, 1974.
- Contro-passato prossimo: un'ipotesi retrospettiva, Milano, Adelphi, 1975.
- Divertimento 1889, Milano, Adelphi, 1975.
- Il comunista, Milano, Adelphi, 1976.
- Dissipatio H. G., Milano, Adelphi, 1977.
- Un dramma borghese, Milano, Adelphi, 1978.
- Incontro col comunista, Milano, Adelphi, 1980.
- Uomini e amori, Milano, Adelphi, 1998.
- Una missione fortunata e altri racconti, con un saggio di Valentina Fortichiari, nota di Romano Oldrini, Varese, Nuova Editrice Magenta, 1999.
- Il grande incontro, a cura di Linda Terziroli, Milano, De Piante, 2019.
- Mia celeste patria, inedito
- Uonna, inedito

#### Raccolte
- Romanzi, vol. I, a cura di Elena Borsa e Sara D'Arienzo, con la collaborazione di Paolo Fazio, Introduzione e cronologia di Valentina Fortichiari, Collezione La nave Argo, Milano, Adelphi, 2002. [Contiene: Uomini e amori, Incontro col comunista,  Un dramma borghese, Il comunista e l'inedito Brave borghesi. Un'inchiesta]
- Gli ultimi eroi. Tutti i racconti, a cura di Giorgio Galetto, Fabio Pierangeli e Linda Terziroli, Collana La Cultura n.1811, Milano, Il Saggiatore, 2024, ISBN 978-88-428-3425-0. [contiene anche tutte le sceneggiature teatrali]

### Saggistica
- Proust o del sentimento, Prefazione di Antonio Banfi, Milano, Garzanti, agosto 1943, pp. 192; Nuova ed., Prefazione e cura di Marco Piazza, note di Mirko Francioni, Torino, Ananke, 2007, ISBN 978-88-73-25175-0.
- Realismo e fantasia. Dialoghi, Milano, F.lli Bocca, 1947; a cura di Valentina Fortichiari, Varese, Nuova Editrice Magenta, 2009.
- Fede e critica, Milano, Adelphi, 1977.
- Diario, a cura di Valentina Fortichiari, La collana dei casi n.18, Milano, Adelphi, 1988, ISBN 978-88-459-0302-1.
- La felicità non è un lusso, a cura di Valentina Fortichiari, Collana Piccola Biblioteca n.325, Milano, Adelphi, 1994, ISBN 978-88-459-1042-5. (Raccolta di diversi saggi, scritti e lettere dell'autore tra cui altresì "Il suicidio")
- Il suicidio, (contenente anche Capitolo breve sul suicidio), a cura di Valentina Fortichiari, Pistoia, Via del Vento, 2004.
- Filosofia sotto la tenda, inedito
- Due vie della mistica, inedito
- Teologia in crisi, inedito

### Teatro e cinema
- Marx: rottura verso l'Uomo, commedia del 1968, pubblicata per la prima volta in «Sincronie», a. 2003, n. 14, pp. 11–42 [ora in Gli ultimi eroi, Il Saggiatore, 2024]
- Cesare e i pirati, a cura di F. Pierangeli, in «In Limine», a. 2009, n. 5, pp. 13–63 [in Gli ultimi eroi]
- Tempi liceali, inedito
- L'amante d'Ilaria, inedito [in Gli ultimi eroi]
- Cose d'Italia. Moralità in tre Atti e un Preambolo, inedito [in Gli ultimi eroi]
- Il secondo amore, inedito [in Gli ultimi eroi]
- Il redentore, inedito
- Dizionario dietetico, inedito
- È successo a Linzago Brianza, inedito [in Gli ultimi eroi]

### Altro
- Diario, Prefazione di Giuseppe Pontiggia, a cura di Valentina Fortichiari, Milano, Adelphi, 1988.
- in Guido Morselli. I percorsi sommersi. Inediti, immagini, documenti, Novara, Interlinea, 1999.
- in Guido Morselli: immagini di una vita, a cura di V. Fortichiari, con uno scritto di G. Pontiggia, Milano, Rizzoli, 2001.
- Una rivolta e altri scritti (1932-1966), a cura di Alessandro Gaudio e Linda Terziroli, Prefazione di Gianfranco de Turris, Milano, Bietti, 2013, ISBN 978-88-824-8276-3.
- Dizionario dietetico, a cura di Elena Valentina Maiolini, Collana Biblioteca, Dueville, Ronzani, 2025, ISBN 979-12-599-7212-5.

### Epistolari
- Lettere ritrovate, a cura di Linda Terziroli, Varese, Nuova editrice Magenta, 2009, ISBN 978-88-889-0316-3.

## Filmografia
- Un dramma borghese per la regia di Florestano Vancini (1979), tratto dall'omonimo romanzo postumo.

### Libri
- Atti del convegno su Guido Morselli: dieci anni dopo 1973-1983, Gavirate, 1984 (con scritti di Cesare Segre, Vittorio Coletti, Giuseppe Pontiggia, Valentina Fortichiari, Clelia Martignoni, Flavia Ravazzoli, Guido Belli)
- Il Fondo Morselli, catalogo a cura della Biblioteca Civica di Varese, San Vittore Olona, 1984
- Guido Morselli: i percorsi sommersi. Inediti, immagini, documenti, a cura di Elena Borsa e Sara D'Arienzo. Presentazione di Angelo Stella. Con testi inediti di Guido Morselli e schede di Elena Borsa, Sara D'Arienzo, Valentina Fortichiari, Emanuele Vicini, Novara: Interlinea, 1998
- Ipotesi su Morselli, numero monografico di «Autografo», n. 37, 1998
- Guido Morselli, autore segreto, numero monografico di «Mosaico italiano», a VIII, n. 96, gennaio 2012
- Cristina Baldi, Morselli interprete di Proust, in «Ermeneutica letteraria», a. 2008, n. 4, pp. 137–139
- Anna Baldini, Le ragioni dell'inattualità. "Il comunista" di Morselli e "La giornata di uno scrutatore" di Calvino, in «Allegoria», 2005 - n. 50-51 - pp. 191–203
- Angelo Piero Cappello, La metafora negata. Il “Capitolo breve sul suicidio” di Guido Morselli in «Otto/Novecento», n. 1, gennaio-febbraio 1993
- Alessandra Cenni, Una giovinezza dissipata. Morselli e la cultura giovanile a Milano negli anni Trenta, in «Sincronie», a. 2009 - n. 25-26 - pp. 143–157
- Vittorio Coletti, Guido Morselli, in «Otto/Novecento», n. 5, 1978, pp. 89–115
- Andrea Cortellessa, Es ist genug: Guido Morselli sull'estrema soglia, in «La Scrittura», 4, 1996-1997, pp. 5–16
- Simona Costa, Guido Morselli, Firenze: La Nuova Italia, 1981
- Carmine Di Biase, Morselli e il mistero del male, in «Studium», n. 2, 1978, pp. 251–265
- Alessandro Gaudio, Tre incroci morselliani, in «Incroci», n. 21, gennaio-giugno 2010, Mario Adda Editore
- Valentina Fortichiari, Invito alla lettura di Morselli, Milano: Mursia, 1984
- Maria Fiorentino, Guido Morselli tra critica e narrativa, Napoli: Graus Editore, 2002
- Marina Lessona Fasano, Guido Morselli. Un inspiegabile caso letterario, Napoli, Liguori, 2003.
- Marina Lessona Fasano, La disperazione rassegnata, Torino: Aragno, 2011
- Alessandro Gaudio, Morselli antimoderno, Caltanissetta: Sciascia, 2011
- Alessandro Gaudio, Morselli dilettante in Aa.Vv. Le forme del romanzo italiano e le letterature occidentali dal Sette al Novecento, a cura di Simona Costa e Monica Venturini, Pisa: ETS, 2010, tomo II, pp. 601–607.
- Alessandro Gaudio, In partibus infidelium. Guido Morselli uomo di fiction e di precisione, in «Filologia antica e moderna», a. 32, 2007
- Alessandro Gaudio / V.S. Gaudio, Simplizissimus. Le ipotesi retrospettive di Guido Morselli, / Le Gauloises dell'altro e l'Ur-Milch della capra. La Stimmung con Guido Morselli su Dissipatio H. G., in «Lunarionuovo», a. XIX, n. 27, settembre 2008 http://www.lunarionuovo.it/doc/Morselliana.pdf[collegamento interrotto]
- Alfredo Giuliani, Guido Morselli, che buon romanziere! in Id., Le droghe di Marsiglia, Milano: Adelphi, 1977, pp. 309–316
- Andrea Gratton, In viaggio attraverso le coordinate di un silenzio: breve introduzione all'opera narrativa di Guido Morselli, in «Quaderns d'italia», n. 14, 2009, pp. 159–176
- Carlo Mariani, Guido Morselli, in «Studi novecenteschi», a. 18, n. 41, 1991
- Paolo Mattei, Una lettura de "Il Comunista", in «Sincronie», a. 2003, n. 14, pp. 55–76
- F. Mercadante, Guido Morselli o della fede senza teodicea, in «Studium», n. 2, 1978, pp. 239–250
- Domenico Mezzina, Le ragioni del fobantropo. Studio sull'opera di Guido Morselli, Bari: Stilo, 2011
- Domenico Mezzina, Dalla chiaroveggenza intellettuale alla "frana morale": "Un dramma borghese" di Guido Morselli in «Critica letteraria», n. 3, 2008, pp. 493–524
- Florian Mussgnug, Finire il mondo. Per un'analisi del romanzo apocalittico italiano degli anni Settanta, in «Contemporanea», a. 2003, pp. 19–32
- G. Nava, Rilettura di Guido Morselli, in «Il Ponte», n. 2, 1978, pp. 234–237
- Franco Pappalardo La Rosa, Cosa fa una donna borghese innamorata di un "sovversivo" in «L'Umanità», 22 ottobre 1980
- Francesca Parmeggiani, Morselli e il tempo, in «Annali d'italianistica», a. 2001, n. 19, pp. 269–284
- Fabio Pierangeli, Guido Morselli: l'impronta umana e i “trascorsi eruditi”, in «La Scrittura», 4, 1996-1997
- Fabio Pierangeli, Guido Morselli e l'uomo carità, in «Sincronie», a. 2000, n. 7, pp. 208–216
- Fabio Pierangeli, Antonio Di Grado, Guido Morselli: io, il male e l'immensità, Editora Comunità, Rio de Janeiro, 2011
- Bruno Pischedda, Morselli: una “Dissipatio” molto postmoderna, in «Filologia antica e moderna», a. 2000, n. 19, pp. 163–189.
- Antonio Porta, Quattro recensioni, a cura di Francesco Sasso, sul blog Pa poesia e lo spirito
- Rinaldo Rinaldi, Mors-Morselli, in «Transalpina», a. 2001, pp. 129–142
- Rinaldo Rinaldi, I romanzi a una dimensione di G. Morselli, in Aa.Vv., I tempi del rinnovamento. Atti del convegno internazionale «Rinnovamento del codice narrativo in Italia dal 1945 al 1992», vol. I, Roma-Leuven: Bulzoni – Leuven University Press, 1995, pp. 471–499
- Andrea Santurbano, Fabio Pierangeli, Antonio Di Grado, Guido Morselli: Io, il Male e l'immensità, Rio de Janeiro: Comunità, 2012
- Fulvio Tuccillo, L'infelicità del vivere e la felicità della scrittura: i saggi di Guido Morselli, in «Riscontri», a. 2007, nn. 2-3, pp. 47–55
- Paola Villani, Il caso Morselli: il registro filosofico-letterario, Napoli: ESI, 1998

### Articoli
- Paolo Di Stefano, "Guido Morselli, il solitario apolide della letteratura", Corriere della Sera, 31 luglio 2023, p. 31 (Terza pagina).
- Elena Borsa e Sara D'Arienzo, Il fondo Guido Morselli, in «Autografo. Tracce di cultura lombarda tra Otto e Novecento», a. 1996, n. 33, pp. 93–141.
- Fabio Pietrangeli, Guido Morselli e l'uomo carità, in «Sincronie», a. 2000, n. 7, pp. 208–216.
- Bruno Pischedda, Morselli: una "Dissipatio" molto postmoderna, in «Filologia antica e moderna», a. 2000, n. 19, pp. 163–189.
- Rinaldo Rinaldi, Mors-Morselli, in «Transalpina», a. 2001, pp. 129–142.
- Francesca Parmeggiani, Morselli e il tempo, in «Annali d'italianistica», a. 2001, n.19, pp. 269–284.
- Milena Montanile, Guido Morselli a trent'anni dalla morte, in «Riscontri», a. 2003, n. 4, pp. 67–76.
- Morselliana, numero monografico on line di «Rivista di studi italiani», a. XXVII, n. 2, dicembre 2009, a cura di Alessandro Gaudio. Contiene tra gli altri:
  - Alessandro Gaudio, Dalle parti di Morselli
  - Maria Panetta, Da Fede e critica a Dissipatio H.G.: Morselli, il solipsismo e il peccato della superbia
  - Luigi Weber, «Guerra senza odio»: appunti per una lettura storica di Contro-passato prossimo
  - Linda Terziroli, "Uomini e amori": epifania de Il Fuoco
  - Rinaldo Rinaldi, Misfits: individuo e caso
  - Alessandro Gaudio, «Vado a caso»: turismo e orientamento geografico dell'azione nell'opera di Guido Morselli
  - Antonio Di Grado, Mitteleuropa come utopia: Guido Morselli e Walter Rathenau
  - Marco Gatto, Fine dell'uomo e marxismo dell'individuo: alcune brevi ipotesi su Dissipatio H.G.
  - Gianfranco De Turris, La lotta contro il tempo di Guido Morselli
  - Paola Villani, «L'assalto alla gran chiesa idealistica». Morselli, Tristano e il fiore del deserto
  - Silvio Raffo, Scrivere ai margini della vita
  - Cosimo Stifani, Morselli e Volponi: lavoro e capitale. Due scomodi intellettuali "laici"
  - V.S. Gaudio, L'eterotopia dislocata. La libido ubiquista delle mule irlandesi e la finestra di Morselli
  - V.S. Gaudio / Alessandro Gaudio, Glossarietto morselliano
- Saverio Vita, Contro-mitologia della distruzione in Dissipatio H. G. di Guido Morselli, Letture del mito, «Schede Umanistiche», XXXIV/2, 2020, pp. 147–172

A proposito del saggio di Marina Lessona Fasano, Guido Morselli. Un inspiegabile caso letterario, Napoli: Liguori 2003:
- Valentina Fortichiari, Guido Morselli: Marx, rottura verso l'uomo, in «Sincronie», a. 2003, n. 14, pp. 45–48.

A proposito del carteggio intercorso tra Morselli e Vittorio Gassman sulle possibilità di realizzazione scenica della commedia Marx, rottura verso l'uomo:
- Sara D'Arienzo, Il Marx. Conferme morselliane, in «Sincronie», a. 2003, n. 14, pp. 49–53.
- Paolo Mattei, Una lettura de "Il Comunista", in «Sincronie», a. 2003, n. 14, pp. 55–76.
- Fabio Pierangeli, Cesare, la storia, la piccola Afrodite nera¸ in «Sincronie», a. 2003, n. 14, pp. 77–87.

A proposito della produzione teatrale (tuttora inedita) di Morselli, in particolare di Cesare e i pirati, del 1956, sulla figura di Giulio Cesare:
- Florian Mussgnug, Finire il mondo. Per un'analisi del romanzo apocalittico italiano degli anni Settanta, in «Contemporanea», a. 2003, n. 1, pp. 19–32.

Tra opere di altri autori, è preso in considerazione il romanzo di Morselli Dissipatio H.G. in:
- Anna Baldini, Le ragioni dell'inattualità. Il Comunista di Morselli e La giornata di uno scrutatore di Calvino, in «Allegoria», a. 2005, nn. 50-51, pp. 191–203.
- Fulvio Tuccillo, L'infelicità del vivere e la felicità della scrittura: i saggi di Guido Morselli, in «Riscontri», a. 2007, nn. 2-3, pp. 47–55.